# 武蔵野音楽大学附属音楽教室
武蔵野音楽大学附属音楽教室（むさしのおんがくだいがくふぞくおんがくきょうしつ）は武蔵野音楽大学が設置する音楽教室。

## 歴史
- 1964年4月、武蔵野音楽大学附属音楽教室（現・武蔵野音楽大学附属江古田音楽教室）開設。
- 1986年4月、武蔵野音楽大学附属入間音楽教室開設。
- 1993年4月、武蔵野音楽大学附属多摩音楽教室開設。

## 教室展開
- 武蔵野音楽大学附属江古田音楽教室－武蔵野音楽大学江古田キャンパスに開設。「一般コース」、「受験コース」の他に「エクセレンスコース」を設置。
- 武蔵野音楽大学附属入間音楽教室－武蔵野音楽大学入間キャンパスに開設。「一般コース」、「受験コース」を設置。同大学附属の武蔵野音楽大学武蔵野幼稚園の園舎で授業を行なう。
- 武蔵野音楽大学附属多摩音楽教室－武蔵野音楽大学パルナソス多摩に開設。「一般コース」、「受験コース」を設置。

## 主な行事
- 武蔵野音楽大学附属江古田・入間・多摩音楽教室合同演奏会－各音楽教室から成績優秀生徒が出演する演奏会。例年11月に武蔵野音楽大学江古田キャンパスのベートーヴェンホールで行なわれる。
- グループコンサート－演奏会形式の実技試験。全教室で実施。
- 土曜コンサート－江古田・入間音楽教室で開催する演奏会。
- クリスマスコンサート－入間・多摩音楽教室で開催する演奏会。
- 多摩音楽教室コンサート－多摩音楽教室で7月に開催する演奏会。
- ミュージックキャンプ－武蔵野音楽学園が所有する武蔵野音楽大学軽井沢高原研修センターで、毎年夏に行なわれる宿泊研修行事。通例2泊3日で、2日目に演奏会を行なう。また入間音楽教室と多摩音楽教室は合同で実施する。
- 模擬試験－「受験コース」のカリキュラムの一環で行なわれるもので、実技と筆記の両試験がある。
- その他－実技試験、ソルフェージュ試験。

## コース
- 初級導入コース－オルフメソードによる音楽基礎教育。
- 初級コース－専攻実技＋オルフ＋ソルフェージュ。
- 中級コース－専攻実技＋選択クラス授業＋ソルフェージュ。
- 上級コース－専攻実技＋選択クラス授業＋ソルフェージュ。
- 武蔵野音楽大学附属高等学校受験コース－専攻実技＋選択クラス授業＋ソルフェージュ。
- 武蔵野音楽大学受験コース－専攻実技＋楽典＋ソルフェージュ。
- エクセレンスコース
- ソルフェージュコース－選択クラス授業＋ソルフェージュ。

## 授業・レッスン・科目
- 専攻実技レッスン－ピアノ、ヴァイオリン、チェロ、声楽など。
- 副科実技レッスン－専攻とは別に希望制で行なわれる。ピアノ、ヴァイオリン、チェロ、声楽など。
- ソルフェージュ（クラス授業）
- 選択クラス授業－合奏、合唱、オルフなど。